# Chrislene Klein
Chrislene Klein, eigentlich Chrislene Klein-Nienaber (* 5. Mai 2003), ist eine namibische Leichtathletin, die im Hochsprung sowie im 100-Meter-Hürdenlauf an den Start geht.

## Sportliche Laufbahn
Erste internationale Erfahrungen sammelte Chrislene Klein im Jahr 2024, als sie bei den Afrikaspielen in Accra mit übersprungenen 1,60 m den achten Platz im Hochsprung belegte.
In den Jahren 2020, 2021 und 2023 wurde Klein namibische Meisterin im Hochsprung sowie 2019 und 2023 im 100-Meter-Hürdenlauf.

## Persönliche Bestleistungen
- 100 m Hürden: 15,33 s (+1,4 m/s), 14. April 2023 in Windhoek
- Hochsprung: 1,73 m, 14. April 2023 in Windhoek